# Ака Риза

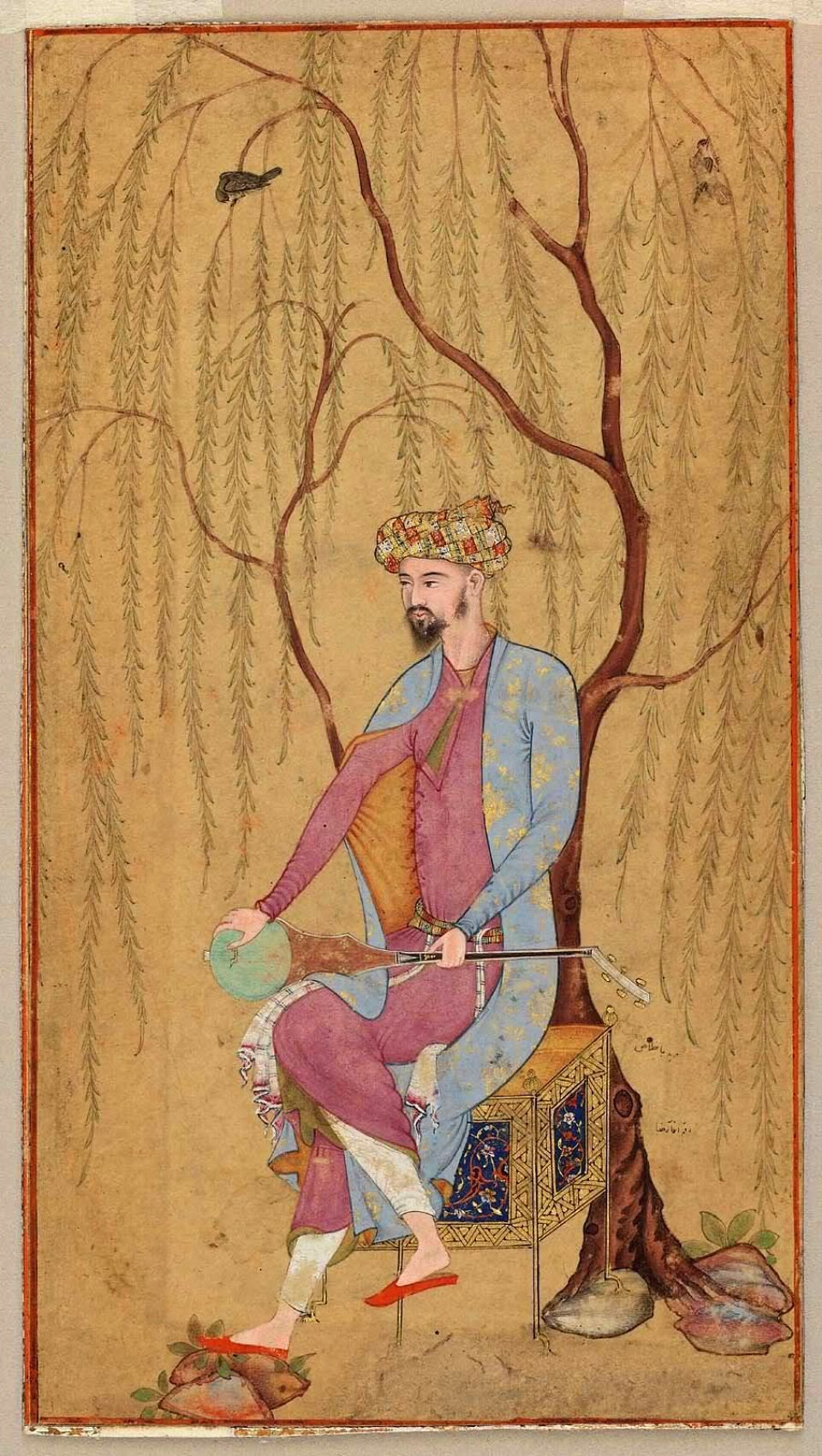
Элегантный господин, сидящий под ивой. ок. 1600 г. Музей изящных искусств, Бостон.

Ака Риза, также известный как Ака Риза Херави, Ака Риза Мешхеди (ок. 1560 г., Мешхед, Иран - ок. 1610 или ок. 1621) — индийский художник персидского происхождения времён Великих Моголов.

## Биографические сведения
Ака Риза, вероятно, родился в Мешхеде (по крайней мере, так сообщает его сын, художник Абул Хасан, хотя в «Мемуарах» императора Джахангира его имя связано с Мервом и Гератом — отсюда нисба «Херави»). Исследователи видят в его ранних миниатюрах манеру, близкую той, что бытовала в шахской китабхане во время правления Тахмаспа I (1524—1576), поэтому возникло предположение, что свои первые шаги он сделал в персидской мастерской. Однако его произведения, выполненные в Персии неизвестны. Неизвестны также и причины, по которым молодой художник покинул Сефевидскую Персию.
Во второй половине 1580-х гг. Ака Риза прибыл в Кабул, где разместился «альтернативный двор» сына императора Акбара — принца Селима (Джахангира). Произошло это, вероятно, незадолго до 1588 года, поскольку в этом году родился сын художника Абу-ль-Хасан, который называл себя «хана-зад», то есть «рождённый при дворе» (рождённый при дворе имел более высокой статус). Имя Ака Ризы навсегда связано с принцем Селимом благодаря тому, что художник оставался верен кронпринцу на всём пути его сложного продвижения к трону. В отличие от отца, или наперекор ему, принц Селим был неравнодушен к персидской художественной манере, и Ака Риза стал его любимцем ещё до того, как отношения между императором Акбаром и будущим наследником перешли в острую фазу. Разница между отцом и сыном заключалась также в форме коллекционирования живописи: Акбар заказывал и хранил в своей библиотеке иллюстрированные манускрипты, а Селим предпочитал собирать отдельные произведения в альбомы-муракка, где у него персидские и могольские миниатюры соседствовали с европейскими гравюрами на «экзотические» темы.

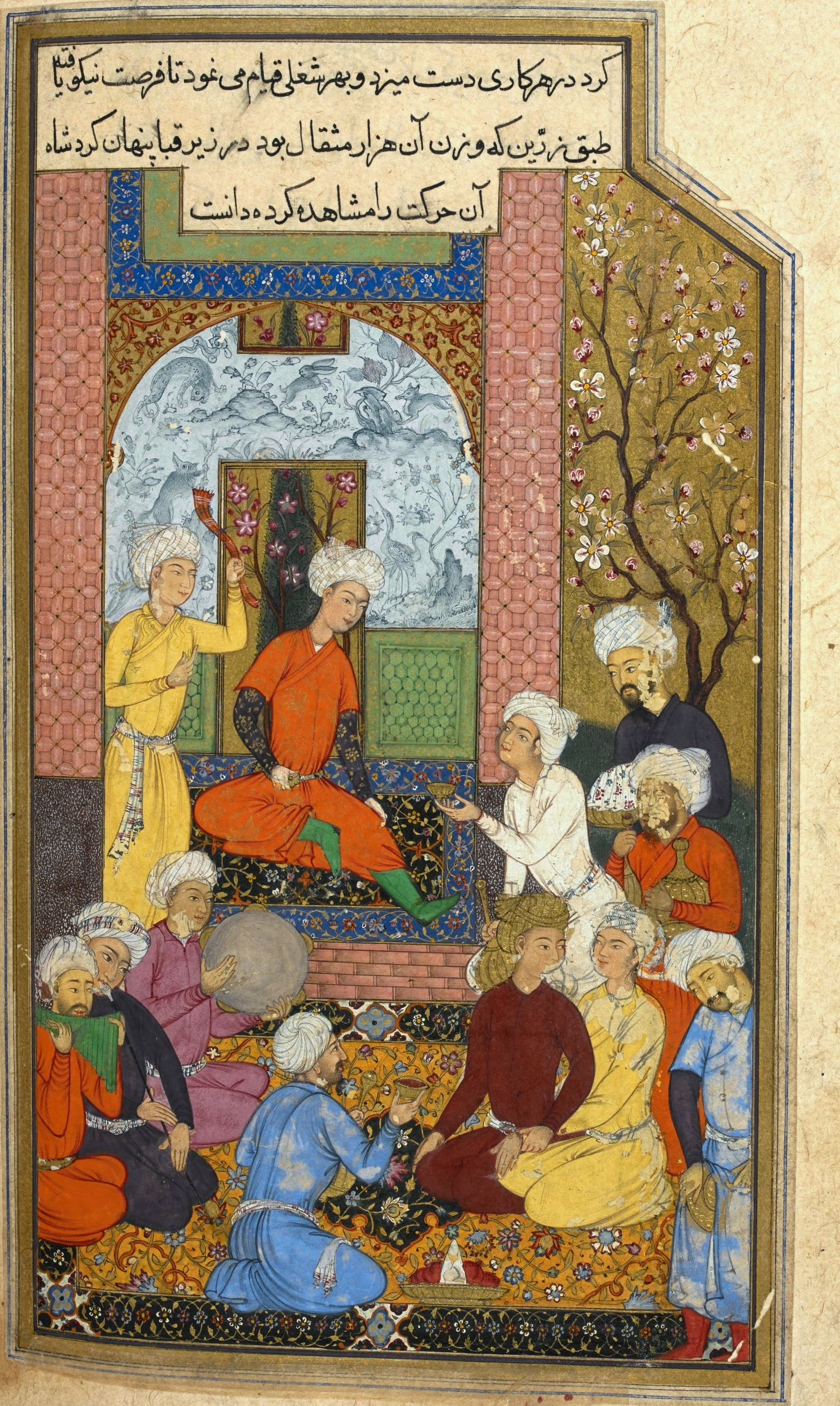
Праздник царя Йемена. Анвар-и Сухаили. 1604-1610гг, Британская библиотека, Лондон.

Какое-то время художник работал в акбаровской столице Агре, однако пребывание там было недолгим, и вскоре он уехал в Аллахабад, где расположился «альтернативный двор» мятежного кронпринца Селима. Произошло это в 1599 году, когда Акбар из Лахора перевёл свой двор в Агру, а кронпринц вместе со своими войсками отбыл в Аллахабад, и создал там свой мятежный «двор». При этом дворе была основана художественная мастерская, в которой кроме её руководителя Ака Ризы стали работать такие известные мастера как Мансур, Мирза Гулам, Нанха и Бишан Дас. За время существования ателье в Аллахабаде были проиллюстрированы, по меньшей мере, три манускрипта: «Диван» Амира Хосрова Дехлеви (Антология поэзии Дехлеви; 14 миниатюр; 1602-1603гг, Галерея Уолтерса, Балтимор), «Радж Кунвар» («Сын царя», поэма неизвестного автора, переведённая на персидский, вероятно, с индийского; 51 миниатюра; 1603-1604гг, Библиотека Честера Битти, Дублин) и «Анвар-и Сухаили» («Созвездие Канопус»; 36 миниатюр; 1604-1610гг, Британская библиотека, Лондон).
Тем временем раздоры в императорской семье продолжались. В 1602 году принц Селим убил одного из лучших военачальников императора Акбара учёного-историка Абул Фазла, автора «Акбар-наме». Старый император вынужден был смириться и с этим, поскольку его любимый сын Данияль в 1603 году умер от пьянства, и у Акбара иных прямых наследников, кроме Селима, не осталось. В 1605 году скончался сам Акбар. 24 октября 1605 года Селим занял могольский престол в Агре под тронным именем Джахангир, в переводе с персидского «завоевать мира». После этого перебралась в Агру и его «альтернативная китабхане» во главе с Ака Ризой.
Исследователи считают, что после восшествия на трон вкусы Джахангира быстро изменились, и более архаичная персидская манера Ака Ризы перестала удовлетворять его. Скорее всего, художник возглавлял мастерскую в Агре недолго. В фаворе у нового императора оказался сын Ака Ризы — Абу-ль-Хасан, менее однозначная, и более синтетическая манера которого была высоко оценена Джахангиром, пожаловавшим ему титул «надир аль-заман», в переводе с арабского «чудо эпохи». В своих мемуарах «Тузук-и Джахангири» император Джахангир, сравнивая двух живописцев, хвалит Абу-ль-Хасана: "Его отец Ака Риза из Герата служил у меня ещё с тех времён, когда я был принцем. Однако невозможно сравнивать его (Абу-ль-Хасана) произведения и работы его отца… Воистину, он стал «чудом эпохи»". Тем не менее, Ака Риза продолжал работать в императорской китабхане, а его более традиционная персидская стилистика вновь стала популярна приблизительно между 1610-1620 м годами. Правда, эксперты отмечают, что Ака Риза в своём следовании персидским канонам был не столь консервативен, как его коллеги Мир Сеид Али и Абд ас-Самад, также прибывшие к могольскому двору из Сефевидского Ирана.

## Произведения
Ака Ризе принадлежит относительно небольшое число произведений. Основной корпус работ художника собран в двух местах: в альбоме известном как «Муракка-и гульшан», который император Джахангир собирал между 1599 и 1609 годами, и в манускрипте «Анвар-и Сухаили» из Британской библиотеки, Лондон. Большая часть «Муракка-и гульшан» хранится в Библиотеке дворца Гулистан в Тегеране, однако часть листов из альбома разошлась по различным музеям и частным коллекциям. Существуют также несколько листов подписанных Ака Ризой или атрибутированных ему, которые он создал для каких-то других альбомов императора Джахангира. Работы, имеющие дату, охватывают период с 1592 по 1605 год. На подписанных миниатюрах Ака Риза рядом со своим именем приписывает «голам», «морид» или «банда», то есть «слуга», «ученик» или «раб» добавляя эпитет «верный».

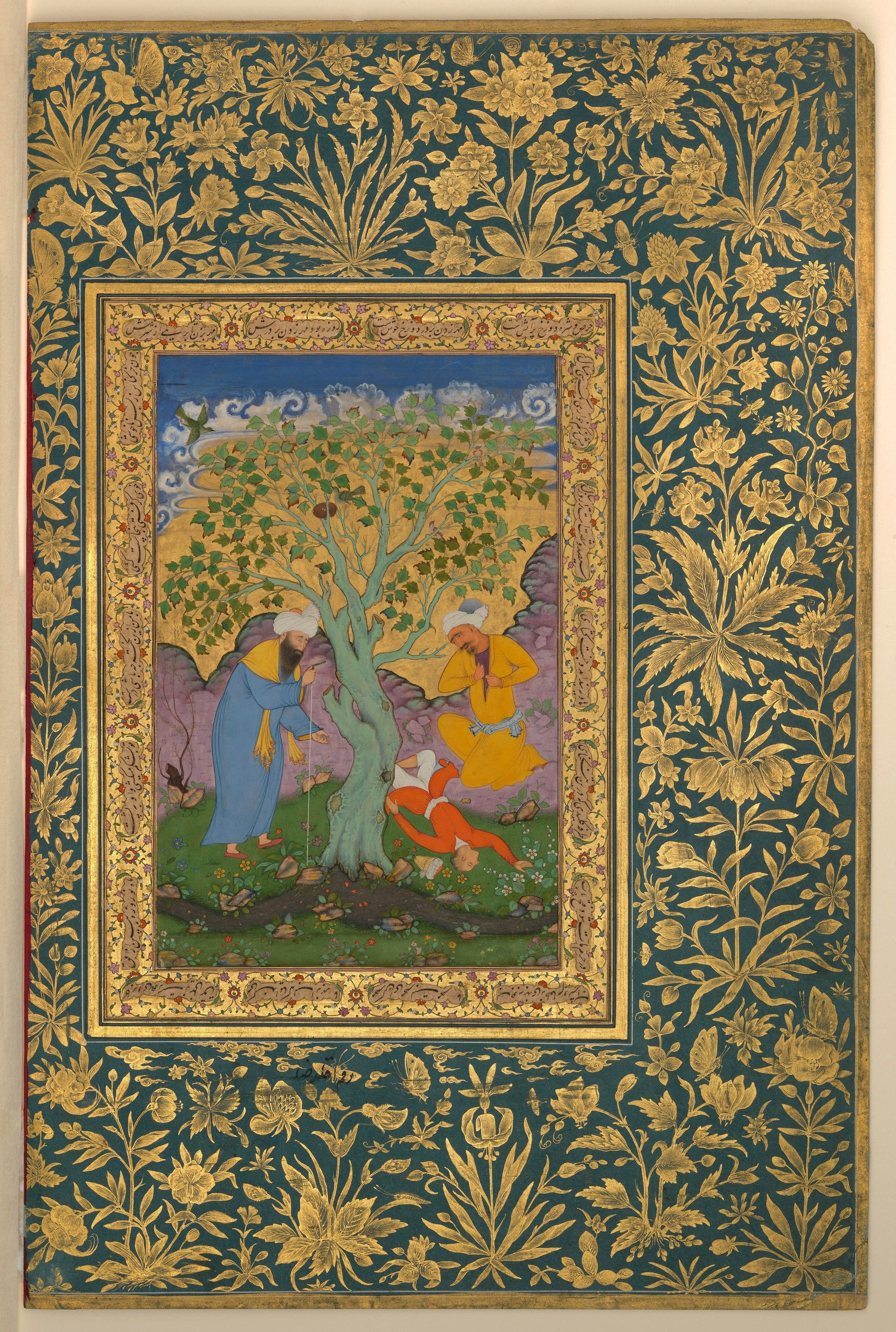
Юноша, упавший с дерева. ок.1610г, Музей Метрополитен, Нью-Йорк.

Общий строй его миниатюр в альбоме «Муракка-и гульшан» тяготеет к персидской живописи, единственным «могольским» отличием можно считать применение светотеневой моделировки для изображения лиц персонажей. Чуть более прогрессивно выглядят маргинальные рисунки на одном листе из этого альбома, где художник нарисовал фигурки в могольских и европейских костюмах. В «Анвар-и Сухаили» пять миниатюр имеют подпись Ака Ризы и даты 1604-1605гг; они также пронизаны персидским стилем и в композиции, и в изображении природы в тех случаях, когда сюжет разворачивается на её лоне. Сцены в дворцовых помещениях полны деталей, характерных для персидской живописи конца XVI- нач. XVII веков. Например, в одной из лучших миниатюр этого манускрипта «Праздник царя Йемена», место празднования оформлено в типично персидском стиле: узоры ковров, изразцы, которыми покрыты стены, и цветущие деревья — всё призвано создать настроение удовольствия и наслаждения красотой.
Портреты, которые Ака Риза создавал на отдельных листах, в той же степени пронизаны персидским духом, что и многолюдные сцены. На миниатюре «Элегантный господин, сидящий под ивой» (ок. 1600г, Бостон, Музей изящных искусств) можно видеть типично сефевидский портрет изящного мужчины с музыкальным инструментом, который сидит на типично персидском табурете под типично персидским деревом. Тип такого портрета был многократно повторён в персидской живописи XVI—XVII веков. В той же мере демонстрируют связь художника с местом его происхождения и другие портреты: «Мужчина, играющий на свирели» (ок. 1595 г. Бостон, Музей изящных искусств), «Мужчина с золотым винным бокалом» (ок. 1600г, Музей Саклера, Гарвард), «Портрет садовника принца Селима» (ок. 1600г, Музей искусства, Сан Диего).
Его поздние работы выглядят столь же однозначно, несмотря на попытки впитать могольские новации, вроде светотеневой моделировки лиц, как это можно видеть в миниатюре «Юноша упавший с дерева» (ок. 1610г, Музей Метрополитен, Нью-Йорк). На ней изображён мальчик, который полез на дерево, чтобы разорить гнездо, но упал и разбился. Художник изобразил страдания отца, и суфия, который пытается утешить его своими словами. Драматическая жестикуляция и психологизм в изображении лиц, свидетельствуют, что Ака Риза хотел удовлетворить новые вкусы императора Джахангира, пытаясь сочетать традиционную персидскую декоративность с могольским реализмом. Его преданность своему повелителю подтверждает и то, что поздние работы он подписывал «Ака Риза Джахангири».
Несмотря на однозначно персидскую ориентацию в искусстве, Ака Риза был мастером значительного таланта, чья творческая деятельность простиралась за пределы книжной миниатюры: известно, что в 1605 году он работал над украшением гробницы супруги Джахангира Шах Бегам, которая была построена в парке Хусроу Багх, за стенами Аллахабада. Любопытно, что любимой женой Джахангира в это время была красавица Нур-Джахан, имевшая персидское происхождение, и, вероятно, покровительствовавшая Ака Ризе, творчество которого было для неё напоминанием о родине.
Кроме старшего сына Абул Хасана, любимца императора Джахангира, младший сын Ака Ризы — Абид тоже стал вполне успешным художником.

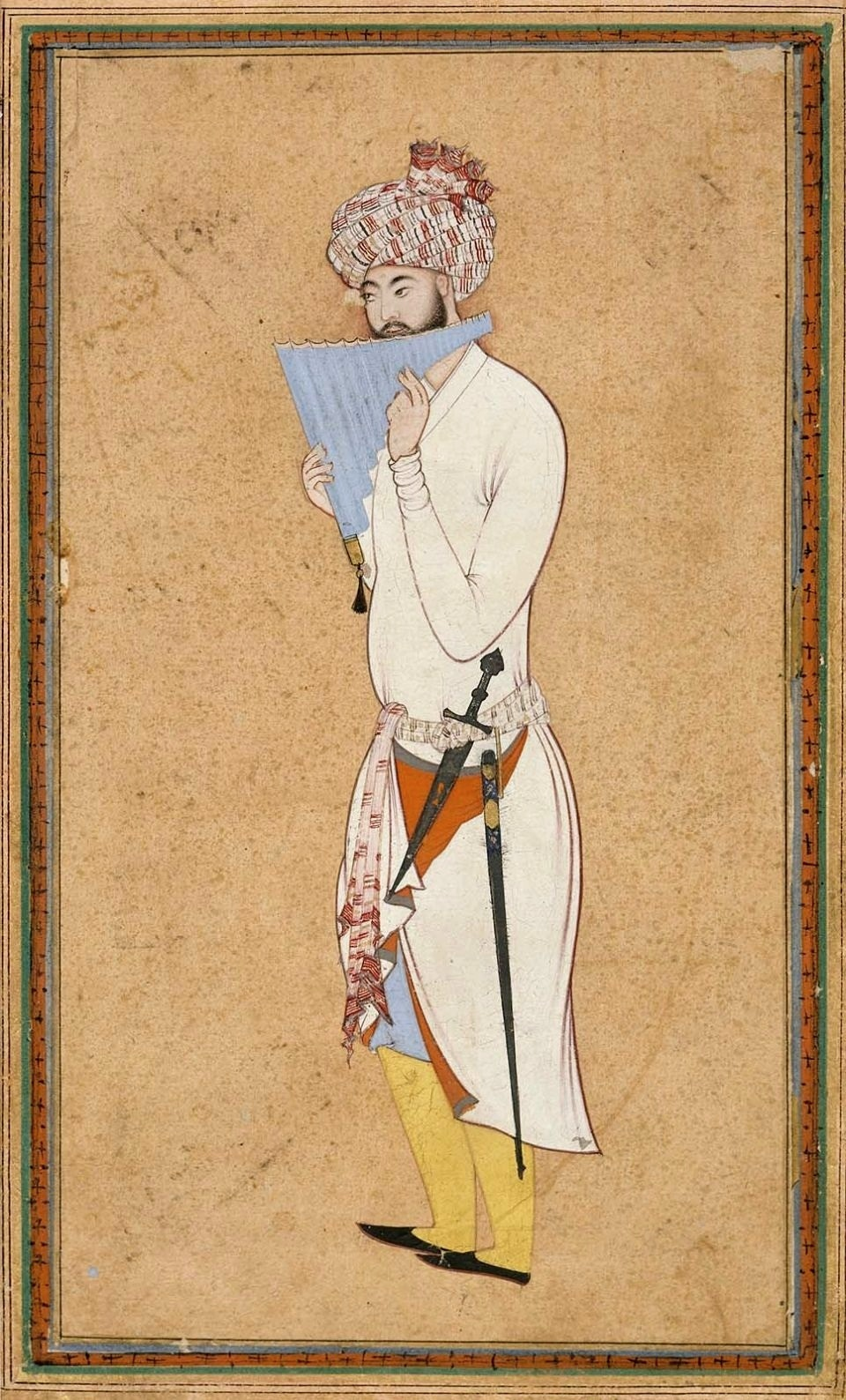
Мужчина, играющий на свирели. ок. 1595 Бостон, МФА
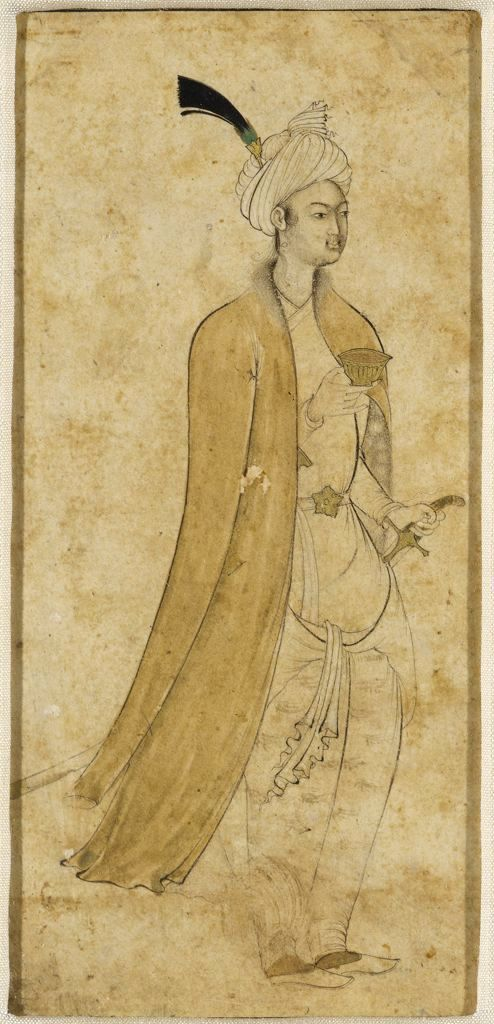
Мужчина с золотым винным бокалом. ок. 1600 Музей искусства, Гарвард
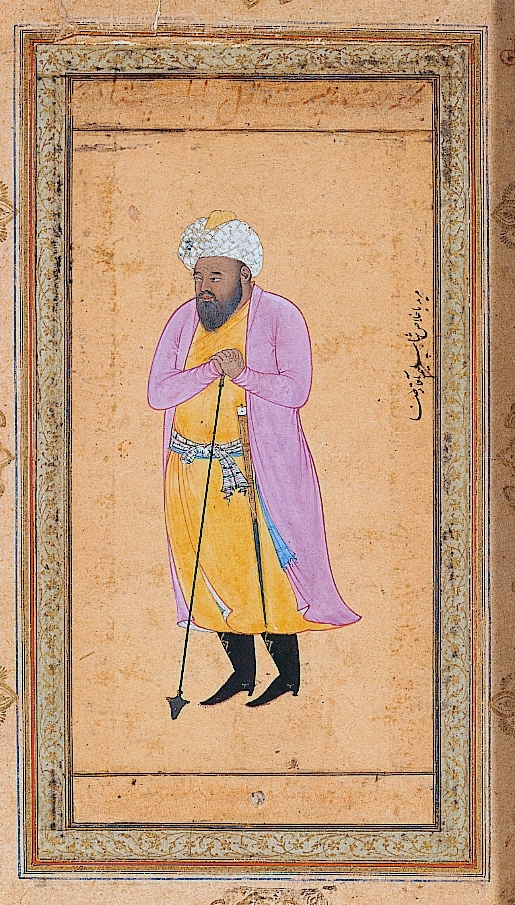
Портрет садовника принца Селима, ок.1600, Музей искусства Сан Диего.